# تاد یانگ
تاد یانگ (به انگلیسی: Todd Young) سناتور جونیر ایالات متحده از ایندیانا است که از سال ۲۰۱۷ مشغول به فعالیت است. پیشتر او نماینده حوزه انتخابیه نهم ایندیانا از حزب جمهوری‌خواه ایالات متحده آمریکا در مجلس نمایندگان ایالات متحده آمریکا بود که برای نخستین‌بار در ۷۵ ژانویه ۲۰۱۱ میلادی به‌عضویت این مجلس درآمد.یانگ با پیروزی بر ایون بای، در انتخابات ۸ دسامبر ۲۰۱۶ جانشین دن کوتس به عنوان سناتور ایالات متحده از ایندیانا شد.